# لی ییفنگ
لی ییفنگ (چینی: 李易峰؛ زادهٔ لی هه در ۴ مه ۱۹۸۷)، همچنین با نام ایوان لی (انگلیسی: Evan Li) نیز شناخته می‌شود، بازیگر و خواننده اهل چین است که در سال ۲۰۰۷ پس از حضور به عنوان شرکت کننده در مسابقهٔ قهرمان من به شهرت رسید. در همان سال با انتشار آلبوم Four Leaf Clover، فعالیت خود را به عنوان خواننده آغاز کرد. لی ییفنگ در فهرست فوربز سلبریتی‌های چین، به جایگاه نهم در سال ۲۰۱۵، جایگاه یازدهم در سال ۲۰۱۷، و جایگاه بیست و ششم در سال ۲۰۱۹ دست پیدا کرد.

## جنجال
در ۱۱ سپتامبر ۲۰۲۲، او توسط اداره پلیس پکن به دلیل درخواست فحشا بازداشت شد.
پس از این اتفاق برند های پرادا و پانرای همکاری خود را با این بازیگر قطع کردند.